# Хвороба деформації крила
Хворо́ба деформа́ції крила́ (єгиптовіроз) — інфекційна хвороба бджіл, викликана єгипетським вірусом.
Хвороба характеризується одночасною загибеллю лялечок і молодих бджіл на виході. Ослаблення і загибель сімей частіше реєструють восени і взимку.
Розвитку хвороби сприяють чинники, що знижують загальну резистентність бджіл (особливо кліщ вароа й інші хронічні захворювання).
Єгиптовіроз офіційно в Україні не зареєстрований.